# Hans Kohnert
Hans Joachim Peter Kohnert (ur. 28 czerwca 1905 w Bydgoszczy, zm. 26 czerwca 1972 w Harthausen) – SS-Oberführer, kierujący narodowo-socjalistyczną partią działającą na terenie II RP, Zjednoczenie Niemieckie. Po wojnie działacz Ziomkostwa Prus Zachodnich.

## Życiorys
Był synem pruskiego kolonisty. W latach 1911–1920 uczył się w niemieckich szkołach w Bydgoszczy. Po ukończeniu gimnazjum pracował w majątkach swego ojca. Służbę wojskową odbył w wojsku polskim w Skierniewicach. W latach 1927–31 studiował na Politechnice Gdańskiej gdzie został asystentem prof. Woermanna - kierownika katedry gospodarki wiejskiej - znanego już wówczas ideologa narodowego socjalizmu. Karierę polityczną rozpoczął po dojściu Hitlera do władzy, początkowo na Politechnice Gdańskiej, a potem w Bydgoszczy. Od czerwca 1935 roku był na Pomorzu dyrektorem centrali partii narodowo socjalistycznej Zjednoczenia Niemieckiego (Deutsche Vereinigung) działającej na terenie II RP, którą kierował do 1939 roku. Tuż przed wybuchem wojny został aresztowany przez władze polskie pod zarzutem przygotowania dywersji. Z więzienia uwolniła go napaść wojsk hitlerowskich na Polskę. W okresie okupacji hitlerowskiej w Polsce Kohnert był sztabowym pracownikiem Reichsführera SS Himmlera. Został przyjęty 13 listopada 1939 do SS w stopniu Oberführera. Numer SS 356 871. Był członkiem NSDAP -Nr 7 848 301, Gauamtsleiterem i Gaubauernführerem w utworzonym przez hitlerowców Kraju Warty. Otrzymał Złotą Odznakę Partyjną (Goldenes Ehrenzeichen der NSDAP) i złotą odznakę Hitlerjugend. Władze III Rzeszy nagrodziły go również majątkiem ziemskim pod Inowrocławiem.
Po wojnie uciekł z Polski do RFN, gdzie był współorganizatorem i działaczem organizacji ziomkowskich stając się jednym z najaktywniejszych rewizjonistów w NRF. Był długoletnim rzecznikiem Ziomkostwa Prus Zachodnich (Landsmannschaft der Westpreussen).